# Cheryl Bridges
Cheryl Treworgy, connue sous son nom de naissance, Cheryl Bridges, née le 25 décembre 1947 dans l’Indiana, est une athlète américaine des années 1960 et 1970. Elle détient pendant un temps le record du monde du marathon.

## Biographie

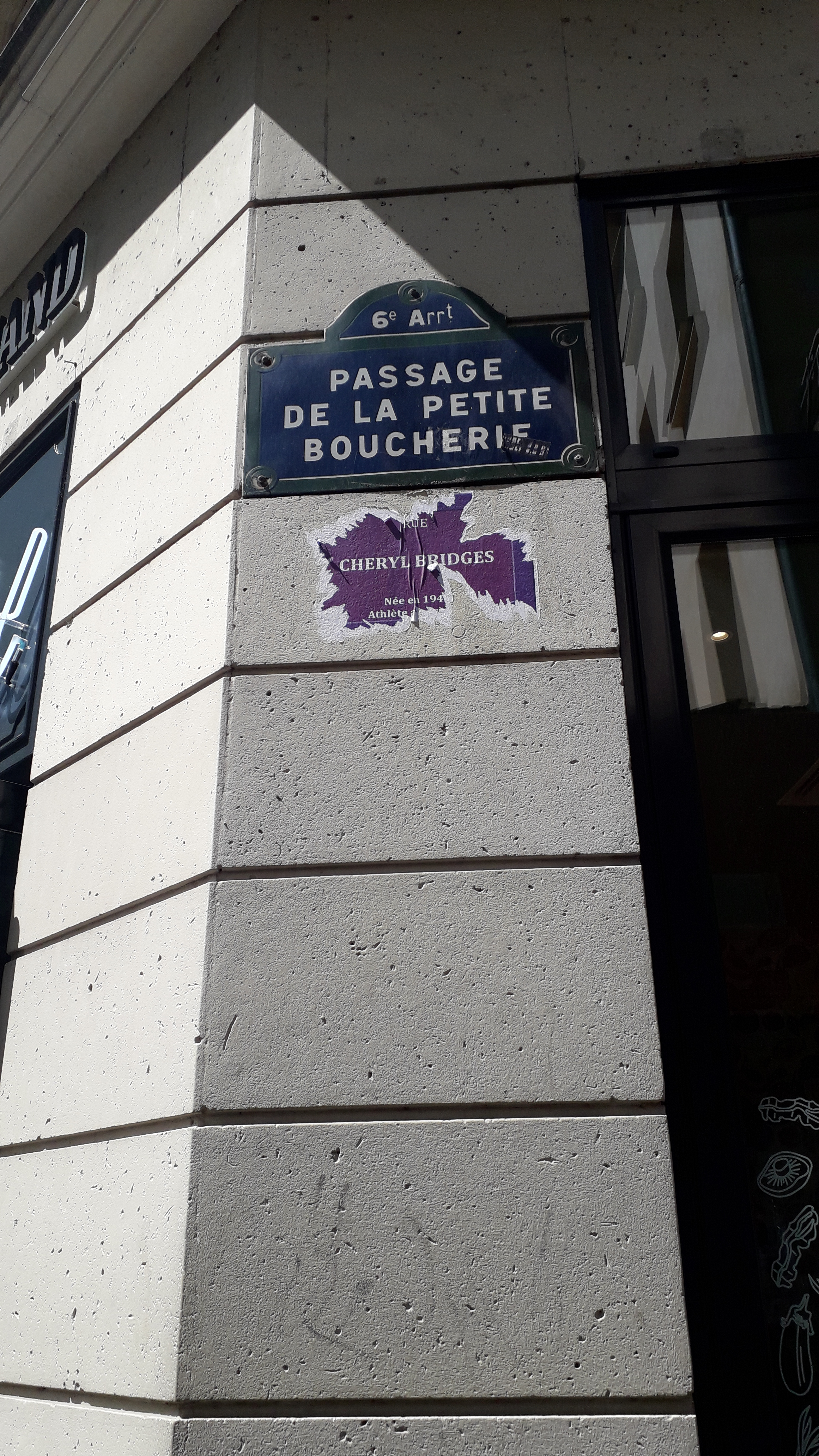
Plaque du passage de la petite boucherie (Paris), avec une fausse plaque de rue au nom de Cheryl Bridges apposée en dessous par le collectif #NousToutes

Cheryl Bridges est née le 25 décembre 1947 dans l'Indiana. Elle commence sa carrière d'athlète alors qu'elle est en deuxième année au North Central High School d'Indianapolis. Au cours de sa dernière année de lycée, elle court aux championnats nationaux de cross-country.
Elle se met à courir le soir, quand personne ne la voit : elle se rend compte des effets positifs de la course à pied sur son mental et ne veut plus jamais s’arrêter. Elle a un cardio impressionnant, elle veut courir tout le temps.  
En 1960, la pratique du jogging est très peu répandue. Cheryl la découvre dans un journal.  Elle s'y met seule à la suite de la lecture de cet article, son corps changeant petit à petit, avant de s’inscrire au club d'athlétisme de son lycée. 
Dans un premier temps, l'administration de l'établissement s'oppose à son inscription : selon la croyance populaire à l'époque, « une femme ne peut pas courir », cela « détruirait le système reproducteur ». Cela n’arrête pas la détermination de Cheryl Bridges qui arrive à accéder à la piste de course, s’entraine sans relâche et enchaîne les différentes courses en des temps records. 
En 1966, elle devient la première athlète féminine américaine à recevoir une bourse d'études dans le domaine sportif, dans une université publique (l'université d'État de l'Indiana). Après trois ans d'études, elle en sort diplômée d'éducation physique.
En 1969, elle se qualifie pour les championnats du monde mais l’AAU refuse de payer le voyage des athlètes féminines. Elle paye seule son voyage,  termine quatrième au Cross des nations, qui a alors lieu en Écosse . Elle détient le record américain de la course des 3 500 m. En 1971, elle finit 3e du championnat américain de cross-country.
Le 7 décembre 1971, Cheryl Bridges court son premier marathon, celui de Culver City, et le termine en 2 h 49 min 40 s, établissant un nouveau record du monde.
Sa fille Shalane Flanagan remportera la médaille de bronze aux jeux olympiques de Pékin de 2008 en courant sur 10 000 m, établissant un nouveau record américain.